# تدخل حزب الله في الحرب الأهلية السورية
يُشير تدخل حزب الله في الحرب الأهلية السورية إلى التدخل العسكري لحزب الله اللبناني في سوريا. شارك الحزب في عددٍ من المعارك إلى جانب الجيش السوري وأشهر تلك المعارك كانت معركة القصير. في السياق ذاته؛ نُشر تقرير دولي يتهم حزب الله مباشرة بارتكاب جرائم حرب في سوريا كما أكّدت صحيفة ذي إيكونوميست على أنّ عدد قتلى حزب الله قد تجاوز 1000 قتيل في سوريا وهو عددٌ أكبر بكثير من خسائر الحزب في حرب تموز 2006. في الوقت ذاته؛ ذكرَ حسن نصر الله في أحد خطاباته بأنّ الحزب باقٍ في سوريا ما دامت الأسباب قائمة، وذكر حسن في أحد مقابلاته أن قتلى الحزب في سوريا لم يتجاوز الـ 250 قتيل فيمَا ذكرت وسائل إعلام أخرى عدد مضاعفًا أربعَ مرّات.

## الجدول الزمني

### 2011-2012
لطالمَا كانَ حزب الله حليفًا لحزب البعث السوري، كما تحالفَ مع كل من حكومتي حافظ الأسد وبشار الأسد منذ نشئته. ساعدَ حزب الله الجيش السوري خلالَ الحرب الأهلية السورية في حربهِ ضد المعارضة السورية المسلحة كما وصفَ الثورة ضدّ النظام «بالمؤامرة التي تهدفُ لتدمير التحالف مع الأسد ضد إسرائيل.» حسبَ محللين؛ فإنّ انخراط الحزب في الحرب الدائرة في سوريا لصالح السلطة هو «تحوّل خطير» في سياسات الحزب الذي يتلقى دعمًا وتسليحًا وتمويلًا من إيران.
بحلول آب/أغسطس 2012؛ فرضت الولايات المتحدة عقوبات على حزب الله بسبب دورهِ المزعوم في الحرب. في السياق ذاته؛ نفى الأمين العام حسن نصر الله مُقاتلة الحزب بالنيابة عن الحكومة حيث قالَ في خطابه يوم 12 تشرين الأول/أكتوبر 2012: «منذ البداية وَالمعارضة السورية تقول لوسائل الإعلام أن حزب الله أرسل 3000 من المقاتلين إلى سوريا ... طبعًا نحنُ نرفضُ كل هذه الادعاءات.» ومع ذلك وحسب ما وردَ في جريدة ذا ديلي ستار اللبنانية المُقربة من حزب الله فإنّ نصر الله قال في نفس الخطاب أن مقاتلي الحزب قد ساعدوا الحكومة البعثية على الاحتفاظ بالسيطرة على 23 موقعًا استراتيجيًا في سوريا يسكنها الشيعة من الجنسية اللبنانية. بشكلٍ عام ذكرَ نصر الله أن مقاتلي حزب الله يفعلون «واجباتهم الجهادية» في سوريا لا غير.
بحلول عام 2012؛ عبر مقاتلو حزب الله الحدود من لبنان وتمكنوا من السيطرة على أكثر من ثماني قرى في منطقة القصير في سوريا. في 16-17 فبراير 2013؛ أكّدت مختلف مجموعات المعارضة السورية أن حزب الله قد ساندَ الجيش السوري في هجومه الأخير على ثلاث قرى سنية كانت خاضعةً لسيطرة الجيش السوري الحر. في ذات المنحى؛ ذكرَ المتحدث باسم الجيش السوري الحر: «حزب الله هو الغازي الأوّل الذي يدعمُ النظام السوري من حيثُ التنظيم والتخطيط والتنسيق.» بعدَ هجمات حزب الله المُتكرّرة ضدّ المعارضة السورية، قامت هذه الأخيرة بمهاجمة اثنين من مواقع حزب الله في 21 فبراير/شباط؛ أحدهما في سوريا والآخر في لبنان. بعدَ خمسة أيام؛ انتشرت أخبار تُفيد تدمير المعارضة لقافلة تحمل مقاتلي حزب الله جنبًا إلى جنب مع مجموعة منَ الضباط السوريين إلى لبنان مما أسفر عن مقتل جميع الركاب.
دعا قادة تحالف 14 آذار وغيرهم من الشخصيات اللبنانية البارزة حزب الله إلى إنهاء مشاركته في سوريا لأنّ ذلك يضعُ لبنان في خطر. أمّا صبحي الطفيلي الزعيم السابق للحزب فقد قالَ: «يجبُ ألا يدافعَ حزب الله عن النظام المجرم [في إشارةٍ لنظام الأسد] الذي يقتلُ شعبه! لكنّه في المقابل لم يُطلق ولا رصاصة واحدة في سبيلِ الدفاع عن الفلسطينيين.» ثم أضاف: «مقاتلي حزب الله الذين يقتلون الأطفال ويُروعون الناس ويدمرون منازلهم في سوريا سيذهبون للجحيم.» نفس الأمر فعلهُ مجموعة من علماء الشيعة والسّنّة في بعلبك-الهرمل حيث دَعوا حزب الله إلى عدم التدخل في سوريا من خلال بيانٍ مشترك جاء فيه: «إنّ فتح جبهة ضد الشعب السوري وجر لبنان إلى حرب مع الشعب السوري هو أمرٌ خطيرٌ جدًا سيكون له تأثير سلبي على العلاقات بين البلدين.» أمّا وليد جنبلاط زعيم الحزب التقدمي الاشتراكي فقد دعا هوَ الآخر حزب الله إلى إنهاء مشاركته كما أكّد على أنّ قتال الحزب داخل سوريا هي أوامر صادِرة من إيران. أدانّ الرئيس المصري المعزول محمد مرسي ما يقوم به حزب الله بالقول: «نقفُ ضد حزب الله في عدوانه على الشعب السوري. لا يوجد أي مساحة أو مكان لحزب الله في سوريا.» بالرغم من كل هذا فقد نالَ الحزبُ شهرة واسعة في صفوف الجمهور السوري الموالي للأسد منذ تدخله في الحرب الأهلية. بشكل عام؛ يعمل الحزب اللبناني مع الحرس الثوري الإيراني وفيلق القدس جنباً إلى جنب مع قوات الدفاع الوطني وباقي الميليشيات الشيعيّة الإيرانيّة على دعم الجيش السوري وحكومة الأسد وتوفير المال والأسلحة والمشورة والتدريب.

### 2013
في الرابع من أبريل عام 2013 شنّ مقاتلي حزب الله هجومًا إلى جانب الجيش السوري لاستعادة جزء من منطقة القصير. تمكّنَ الجيش السوري بمساعدة من حزب الله وقوات الدفاع الوطني منَ السيطرة عليها وذلك بعدَ شهرين من القتال والاقتتال ضدّ الثوار.
في 25 أيار/مايو 2013؛ أعلنَ نصر الله في خطاب مُتلفز عن قتال الحزب في الحرب الأهلية السورية ضد المتطرفين الإسلاميين وأضافَ «بأنّ جماعته لن تسمح للمسلحين السوريين بالسيطرة على مناطق على الحدود مع لبنان» ثم أكّد على أن الحزب كان يقاتلُ في بلدة القصير إلى جانب قوات الأسد. وخلالَ كلمته قال: «قد تسقطُ سوريا في يد أميركا وإسرائيل والتكفيريين ... سيذهبُ مواطني هذه المنطقة إلى فترة حالِكة ومظلمة.»
في 26 مايو عام 2013؛ ضربَ صاروخين موقعًا تابعًا للحزب في منطقة بيروت مما أدى إلى إصابة خمسة أشخاص في حين سبّب صاروخان آخران أضرارًا في الممتلكات والمباني في الهرمل. تبنّت المعارضة السورية المسلحة المسؤولية عن الهجوم كما توعدوا بمهاجمة أهداف حزب الله في لبنان انتقامًا منه على مساعدته للجيش السوري لا سيما في بلدة القصير الحدوديّة.
في 28 مايو 2013؛ أعطَى اللواء سليم إدريس منَ الجيش السوري الحر حزب الله مهلة 24 ساعة للانسحاب من سوريا أو أنه سيأمر وحدات الجيش الحر بمهاجمة أهداف حزب الله في لبنان لكنّ هذا لم يحصل. في أوائل يونيو/حزيران 2013؛ نقلَ حزب الله عددًا من مُقاتليه إلى مدينة حلب للمشاركة في المعركة الدائرة هناك. تسبّب كل هذا في إدخال تغيير مهم في سياسة التناوب ومكّن القوات السوريّة من تحقيق انتصار مهم في الساحة.

### 2014
في عام 2014؛ كانَ من الواضح للعيان الدعم الكبير الذي قدّمهُ حزب الله للقوات الحكومية السورية في مختلف أنحاء سوريا.

### 2015
في كانون الثاني/يناير 2015 شنّ الجيش السوري الحر ومجموعات تابعة لتنظيم القاعدة وجبهة النصرة هجومًا ضد معاقل حزب الله في منطقة يبرود في غرب جبال القلمون بالقرب من الحدود اللبنانية. ذكرت مصادر إعلامية تابعة للمعارضة السورية أن القوات المشتركة قد استهدفت سلسلة من نقاط التفتيش العسكرية التي عُقدت من قبل حزب الله في محيط مجموعة من القُرى في القلمون. تسبّب هذا الهجوم في خسائر فادحة في صفوف القوات الموالية للأسد وفي صفوف حزب الله كذلك. حينها استولى ثوار الجيش السوري الحر على عددٍ من الأسلحة الثقيلة والخفيفة فضلاً عن صناديق من الذخيرة لكنهم فقدوا في المُقابل ثلاث مقاتلين. ذكرَ مسؤول عسكري من جبهة النصرة أن وجود داعش في المنطقة قد تجاوز الـ 700 مقاتلًا وسط مخاوف من تصاعد العنف بين المجموعتين. أطلق مقاتلي حزب الله في مايو 2015 هجومًا جديدًا في منطقة القلمون في محافظة ريف دمشق بدعمٍ من الجيش السوري

### 2016
شارك حزب الله في العمليات ضد تنظيم الدولة الإسلامية أثناء حصار دير الزور في عام 2016 بحسب مصادر موالية للحكومة. بحلول أيار/مايو من نفس العام قُتلَ القائد العسكري الأعلى في سوريا للحزب مصطفى بدر الدين في ظروف غامضة بالقرب من مطار دمشق الدولي.

### 2017
شاركَ حزب الله في هجوم شرق حلب (يناير–أبريل 2017) كما دعم النظام في معركة الباب ضد داعش في شباط/فبراير عام 2017. لعبَ حزب الله دورًا هامًا كذلك في هجوم درعا (فبراير–يونيو 2017) بالرغم من تكبده لعديد الخسائر حينها.
خلال الحادث بين إسرائيل وسوريا مارس 2017؛ أعلنَ الجيش الإسرائيلي مسؤوليته عن الغارة الجوية في سوريا والتي استهدفت موقعًا عسكريَا تابعًا لحزب الله بالقرب من مدينة تدمر. ردّ الجيش العربي السوري بإطلاق صواريخ من طراز إس-200 على الطائرات الإسرائيلية لكنّ نظام القبة الحديدية اعترضَ واحدًا أو أكثر من خلال صاروخ آرو.
استهدفت غارة جويّة في نيسان/أبريل عام 2017 ريف دمشق مما تسبب في تدميرٍ جزئي لمستودع أسلحة تابعة لميليشيا حزب الله الشيعيّة. بحلول 27 نيسان/أبريل من نفس العام حصل انفجارٌ ضخم على مستوى مطار دمشق الدولي في تمام الساعة 3:42 صباحًا. حسب وكالة الأنباء الرسميّة في سوريا فإنّ الانفجار لم يتسبب في وقوع إصابات بالرغم من أنّ مدنيين قد شعروا به على بُعد 15 كيلومتر (9.3 ميل). في ذات السياق ذكرت وسائل الاعلام الإسرائيلية المُرتكزة في شمال مدينة صفد رؤية اثنين من الصواريخ التي تم إطلاقها ثم حصول الانفجارات بعد ذلك مُباشرةً فيما قال شهود عيان أنّ خمس صواريخ قد وقعت بالقرب من طريق المطار. وفقًا لقناة المنار التلفزيونية فإنّ سلاح الجو الإسرائيلي قد هاجمَ مستودعًا للأسلحة تابعٍ لإيران بالقُرب من مطار دمشق الدولي في وقت مبكر من صباح يوم الخميس. جدير بالذكر هنا أنّ المتحدث باسم الجيش الإسرائيلي قد رفضَ التعليق على الغارة أمّا وزير الاستخبارات الإسرائيلي يسرائيل كاتس فقد ألمح بشأن المسؤولية عن الانفجار حيث قال لإذاعة الجيش: «الحادث في سوريا يتوافق تمامًا مع سياسة إسرائيل التي تعملُ على منع إيران من تهريب الأسلحة المتطورة عبر سوريا إلى حزب الله.» في ذات الصدد صرّح وزير الدفاع الإيراني حسين دهقان لقناة روسيا 24 وقال: «يجبُ نزع سلاح إسرائيل من أجل استعادة السلام والأمن في المنطقة.» في حين دعا المتحدث باسم الكرملين ديمتري بيسكوف جميع الدول إلى الامتناع عن أي نوع من الإجراءات المستفزّة كما طالبَ باحترام السيادة السورية وذلك في مؤتمر صحفي عُقد لمناقشة تطورات الهجوم أما المتحدثة باسم وزارة الخارجية الروسية ماريا زاخاروفا فقد انتقدت الضربات وأدانتها كما اعتبرتها عمل من أعمال العدوان ضد سوريا.
لعب حزب الله في صيف وخريف عام 2017 دورا رئيسيا في حملة وسط سوريا. بحلول أيلول/سبتمبر 2017 ذكر متحدث باسم الحزب أنّ هناكَ 10.000 مقاتلًا في جنوب سوريا على استعداد لمواجهة إسرائيل. ثمّ في تشرين الثاني/نوفمبر 2017 قادَ حزب الله هجوم البوكمال من أجل استعادة منطقة البوكمال من داعش.
لعبَ حزب الله دورًا حاسمًا في الفترة ما بين تشرين الثاني/نوفمبر-كانون الأول/ديسمبر 2017 خاصّة في هجوم بيت جن ضد الثوار على مقربة من الجولان.

### 2018
في يونيو من عام 2018 ذكرت مصادر تابعة للمعارضة السورية أن الجيش الحر قد أعدمَ أحد كبار المسؤولين في حزب الله جنبًا إلى جنب مع 23 جنديًا سوريًا وذلك بعد رفضهم عبور جسر في مدينة درعا كان يتعرض لإطلاق نار كثيف بين الجيش السوري والمتمردين من الجهة الأخرى.

### 2019
معَ بداية السنة الجديدة قامت إسرائيل بقصفِ أهدافَ لإيران في سوريا كما عثرت على أنفاقٍ كان عناصر حزب الله قد حفروها من قبل ما تسبّب في تصاعدِ التوتر بين الطرفين. حينَها خرجَ الأمين العام لحزب الله حسن نصر الله في مقابلة تلفزيونية مع قناة الميادين مُهددًا نتانياهو من مغبة التمادي في قصفِ سوريا وقال: «لا تخطئ التقدير ولا تأخذ المنطقة إلى حرب أو مواجهة كبرى.»
بحلول 20 نيسان/أبريل شيّع الحزب مُقاتلًا له كان يُشارك في الحرب إلى جانب النظام في سوريا وتمّ قتله دون الكشف عن الجهة المسؤولة عن ذلك. بعدها بأقل من شهر؛ شيّع الحزب مُقالًا ثانيًا لهُ سقطً قتيلًا في سوريا على يدِ الثوار خِلال الهجوم على إدلب، في حين ذكرت مصادر أخرى أنّ القتيل قد لقيَ مصرعه في ريف دير الزور خلالَ اشتباكاتٍ مع تنظيم داعش المُنهار.

## تحليل
يرى معظم المحللين العرب والغربيين أنّ حزب الله –جنبًا إلى جنب مع إيران– قد مكنوا النظام السوري منَ البقاء على رأس السلطة في الوقت الذي كانَ فيه قريبًا من السقوط على يدِ الثوار. بشكل أكثر دقّة؛ ساعدَ حزب الله النظام السوري على تثبيت حكمهِ في القصير وحمص وحلب كما حاول دعمهُ سياسيًا وعسكريًا وماليًا هذا فضلًا عن عمليات تدريب جنود الجيش النظامي للقتال في مُختلف البيئات وتوسيع تحالف سوريا مع إيران ممولة الحزب الشيعي. لقد أصبحَ دور حزب الله حاسمًا في هزيمة الثوار نيابة عن الحكومة السورية التي كانت تتهاوى شيئًا فشيئًا.

## ردود الفعل

### ردود فعل محلية
- انتقدَ الرئيس اللبناني ميشال سليمان حزب الله باستقلاله عن منطق الدولة وتخطيه الحدود والانخراط في نزاع مسلّح.[58]
- علّق سعد الحريري قائلَا: «إن تدخلَ حزب الله في سوريا جريمة في حق اللبنانيين والسوريين[59]»
- 14 آذار: أعلنت عدم مشاركتها في حكومة مع حزب الله إلا بعد انسحابه من سوريا.[60]
- علّق الشيخ الشيعي صبحي الطفيلي على ما يقوم به حزب الله في سوريا: «إن زجّ حزب الله بمعركة سوريا فتح الباب أمام حرب مذهبية وإن قتلى الحزب مصيرهم جهنم.[61][62]»
- سامي الجميّل: «إن تدخل حزب الله في سوريا يجر التكفيريين إلى لبنان [63]»
- اتهمَ سمير جعجع رئيس حزب القوات اللبنانية حزب الله بأنه جاء بالإرهابيين إلى لبنان نتيجة ذهابه للحرب في سوريا بدعوى محاربة هؤلاء الإرهابيين.[64]

### ردود فعل دولية
- مجلس التعاون لدول الخليج العربية: قالت أن تدخل حزب الله في سوريا يعرقل جنيف 2 وأعربت عن قلقها من انعكاسات الأزمة السورية على الأوضاع في لبنان.[65]
- أدانَ الأزهر تدخل حزب الله في سوريا[66]